# Цой-Педе (боевая башня)
Цой-Педе — боевая башня на юге Чечни, в исторической области Малхиста. Располагается на границе с Пирикитской Хевсуретией, среди скал горы Коре-лам массив Тебулосмта. Находится в Итум-Калинском районе, у слияния рек Чанты-Аргун и Меши-хи в бывшем средневековом поселении Цой-Педе. Датируется XIV—XVIII веками.

## География
Башня I расположена на самой возвышенной части холма Цой-Педа, подножие которого омывается водами Чанты-Аргуна и Мешехи. Ущелье носит название Мешихи.

## История
Верховья р. Чанты-Аргун, и в частности Майсты и Малхиста, учеными посещались лишь изредка. Однако местные памятники все же известны специалистам. Об их самобытности писал в 30-х годах X. Д. Ошаев, отдельно несколько страниц в своей монографии посвятил им Бруно Плечке. Его труд особенно ценен, так как собранный им материалы имеют большое значение для истории Чечни.
В 1928 г. местные памятники осматривал М. Акбулатов. На год позже здесь же работал А. В. Уэльс, и уже перед Великой Отечественной войной оба общества (Майсты и Малхиста) посетили А. П. Круглов и А. В. Мачинский. Ими были сделаны фотографии местных архитектурных памятников. Беглые записки их хранятся в архиве ЛОИА АН СССР, более подробные отчеты, к сожалению, оказались утерянными во время войны. Майсты посещал также Н. Ф. Яковлев.
Точная дата основания «города мертвых» неизвестна, самые ранние склепы относят примерно к V веку.
Возвышенную часть мыса занимает обширный некрополь, состоящий из наземных и подземных склепов, известный под названием «город мертвых Цой-Педа» (Цайн-Пхьеда), что переводится как «город божества», «поселение огня» (от многозначного корневого чеченского слова «ц1е», «ц1у» — «огонь, красный, божество» и от «пхьа» — «поселение, место сборища») Дело в том, что каждый склеп некрополя почитался местными жителями как «солнечная могила» (маьлх-каш), что являлось верованиям чеченцев в прошлом. Халид Ошаев пояснял, что само слово «Маьлхиста (Матлхи)» означает «страна солнца», «солнечник». Здесь нет единого поселка под названием Малхиста; так именуется обширное ущелье с 14 селениями, жители которого поклонялись огню и солнцу. По мнению А. С. Сулейманова, такое название могло произойти в силу того, что в этом районе поселки расположены с солнечной (южной) стороны гор (у него название «Малхиста» производится от слов «малх» — солнце и «йист» — край), хотя Ю. Д. Дешериев считал, что солнце могло быть тотемом у местных жителей (они «маьлх-ий» — дети Солнца). Среди склеповых построек Цой-Педа возвышаются две башни.

### Легенды и предания
По легенде, в далекие времена в Цой-Педе раз в год собиралось общечеченское войско. Как бы далеко воины ни жили, каждый должен был прибыть сюда в определенный день. Прибывшего последним после восхода солнца ждала казнь. Передается старинное предание, что однажды один воин нарочно замедлил бег коня и опоздал. Отвечая на вопрос старейшин о причине, он признался, что накануне женился, но узнал, что невеста любит другого, и решил погибнуть, чтобы она обрела свободу. Тут явился другой всадник, который потребовал казнить его, т. к. девушка, которую он любил, вчера вышла замуж и он решил не мешать браку. Старейшины были удивлены благородству юношей, и отменили суровый закон предков.

## Описание

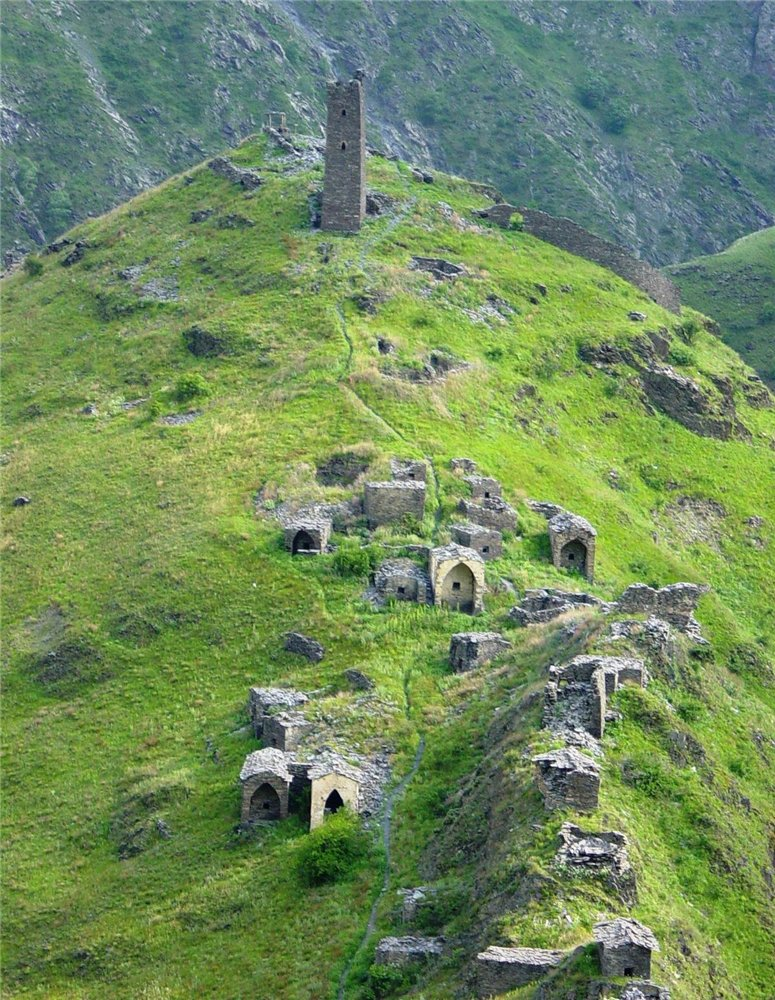
Общий вид башни и комплекса сооружений города мёртвых «Цой-Педе»(20 октября2008)

Разведка горного (Аргунского) отряда в 1960 году под руководством археолога Владимира Марковина позволили осмотреть и описать некоторые из башенных памятников, представляющих большое значение как памятники средневекового зодчества. Обмеры башни Цой-Педе проводил Э. П. Химин.
Башня I находится на самой возвышенной части холма Цой-Педа. За ней сохранились остатки стены, тянущейся более чем на 25 метров с запада на восток, к р. Меши-хи, масса руин, в том числе жилых башен. В этом месте было крупное поселение которое X. Д. Ошаев упоминал как город. «Кошун-б1ов» — «Башня кладбищ»; возможно позднее, когда поселок за ней уже перестал функционировать. В плане она прямоугольная, своими сторонами ориентирована по странам света. Наружные размеры стен сохранилась на высоту 12 метров. Кверху она суживается. Южная стена (фасад) имеет несколько проемов. Нижний, дверной, находится на высоте 1 м от земли. Он завершается полуциркульной ложной аркой, собранной напуском камней. Над ней вставлен треугольный камень с петроглифом в виде креста в сочетании с девятью точками. Выше располагаются еще два проема: с ложнострельчатой аркой и с округлой аркой, также сложенной напуском камней. У самого верха башни осталась часть проема, а под ним едва заметны следы от упоров машикуля. Слева от проема виден петроглиф — ромбовидные фигуры, пересеченные осью. У основания башни также найден петроглиф, напоминающий письмена. Западная стена башни имеет четыре бойницы — по одной в нижней и средней частях и две вверху. У подножия башни три камня с петроглифами изображение левой ладони с точкой между большим и указательным пальцами и, вероятно, женской фигуры с огромными кистями рук знаки в виде дважды повторяющихся трех кружков, трех «восьмерок», соединенных осью, зигзага и горизонтальной линии. Эта стена, так же как и южная, завершается частично сохранившимся крупным проемом, под которым изображена фигура человека с раздвинутыми в стороны руками и ногами (возможно распятия). Выполнена она в технике мозаики из хорошо подобранных пластин белого камня (вероятно, кварца) и четко выделяется на фоне черной сланцевой поверхности стены. Округлый камень, служащий головой изображенного, сохраняет черты лица — рот, нос, сильно закругленные глаза. Под ней находится небольшой оконный проем с округлой аркой, сложенной сближенными камнями. Северная стена постройки имеет два крупных проема. Нижний — со стрельчатой аркой, собранной из клиновидных камней, которые расположены веером и замыкаются треугольным «замком». Немного выше заметен углубленный узор из сдвоенных треугольников. Верхний проем завершен округлой аркой, сложенной напуском камней. Над ним имеется углубленный узор в виде крупного треугольника. На этой же стене у основания башни сделана бойница. Монотонность кладки восточной стены перебивается двумя бойничными отверстиями и оконным проемом с обычной закругленной аркой, сложенной напуском камней. Северная и восточная стены в верхней части сильно разрушены; возможно, поэтому здесь незаметны следы верхних крупных проемов, выходивших к машикулям, но заметны остатки гнезд, в которые входили их консоли. Интересно, что поверху можно видеть пласты сланца. Как видно, их подтягивали к месту кладки, привязывая к веревкам. Все проемы с внутренней стороны расширяются, образуя ниши сложно стрельчатыми арками. Нижний проем южной стены имеет двойное уступчатое расширение.
Башня II находится близ потока Мешихи. К сожалению, она не была детально изучена, хотя является интересным памятником местного зодчества. Имея балкончики-машикули и четырехзубчатый парапет по самому верху, эта постройка, вероятно, содержит отдельные черты, близкие хевсурской архитектуре, хотя ее машикули (с небольшим выходом к ним, как в башне Шула) и общие пропорции носят характер чеченской архитектуры.

## Галерея

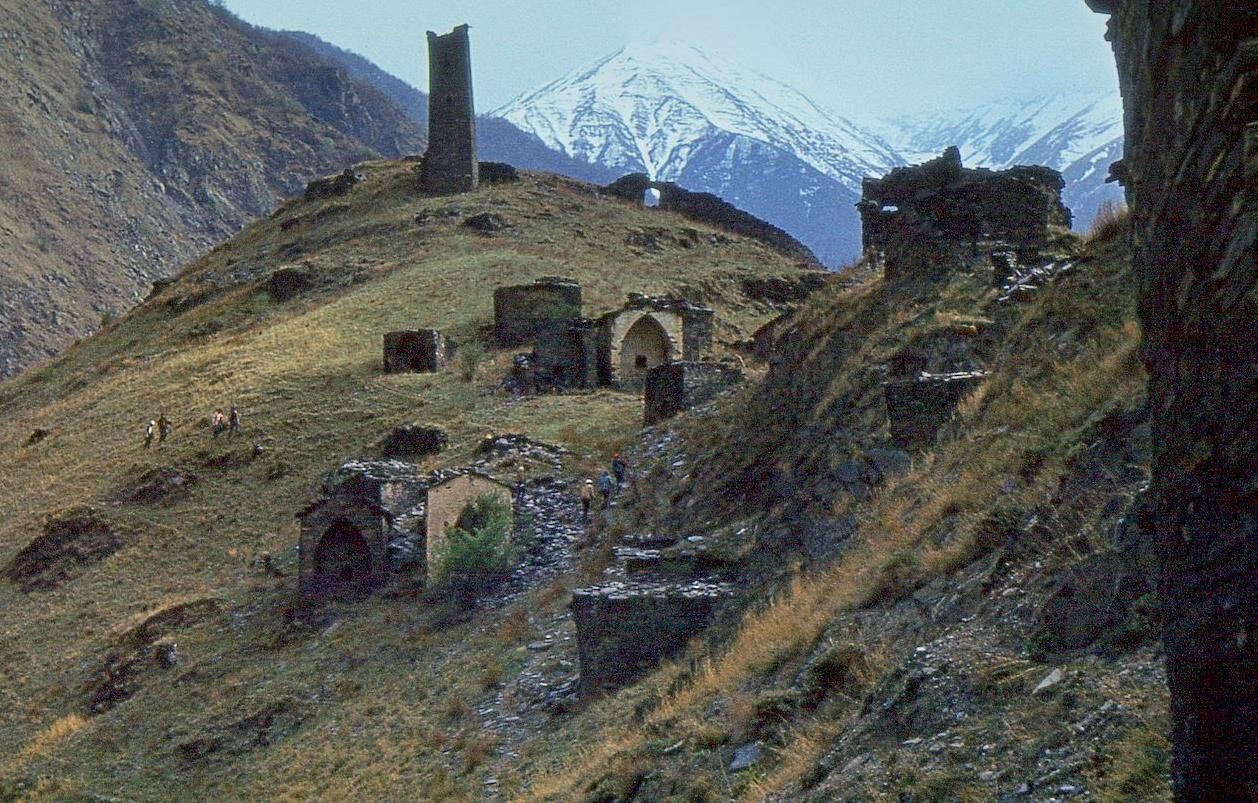
Общий вид башни
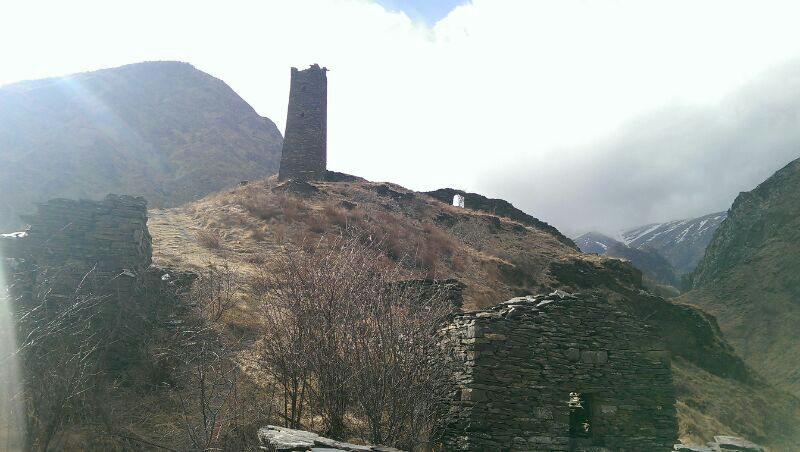
Склепы и башня
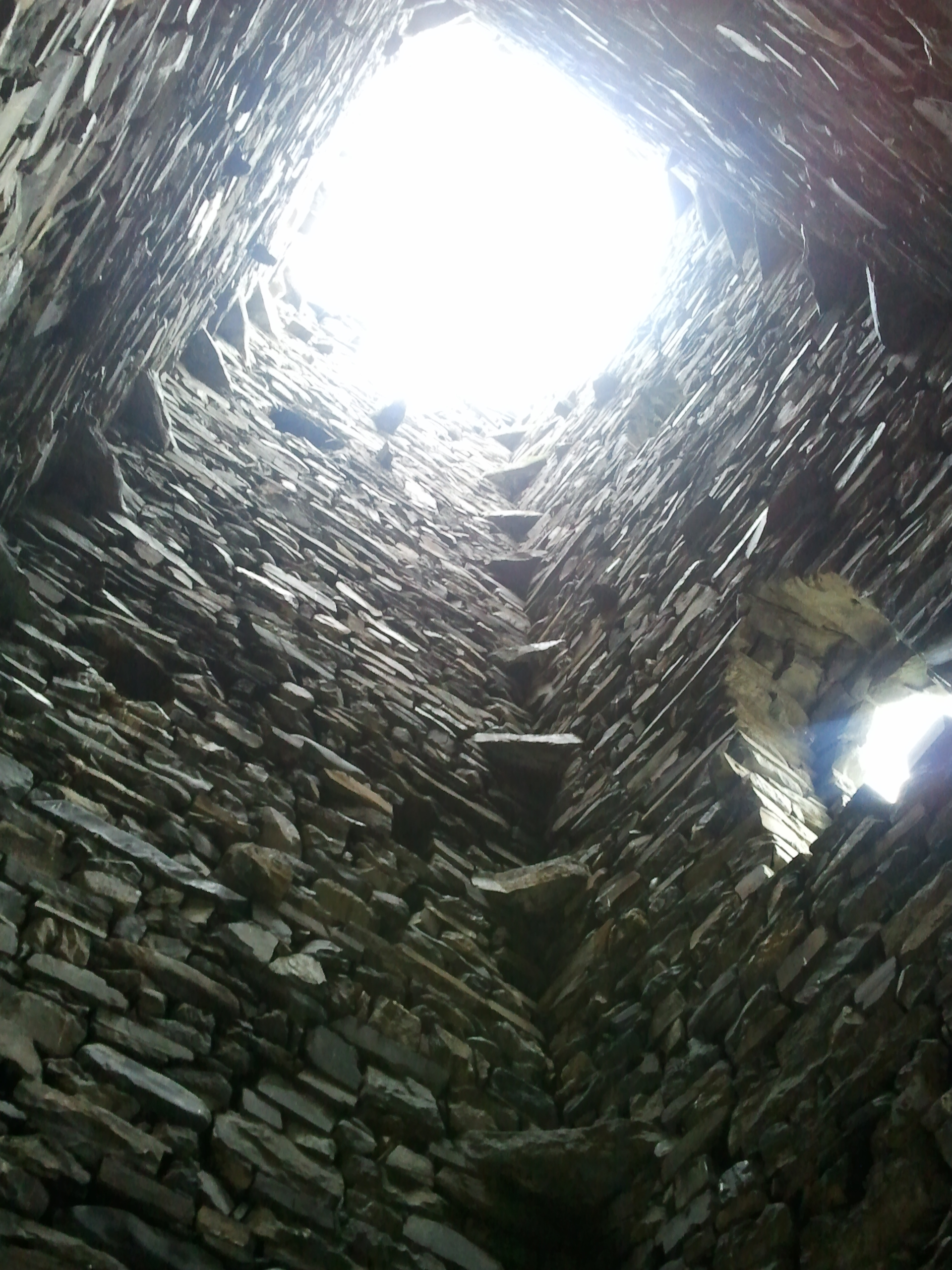
Вид внутри башни
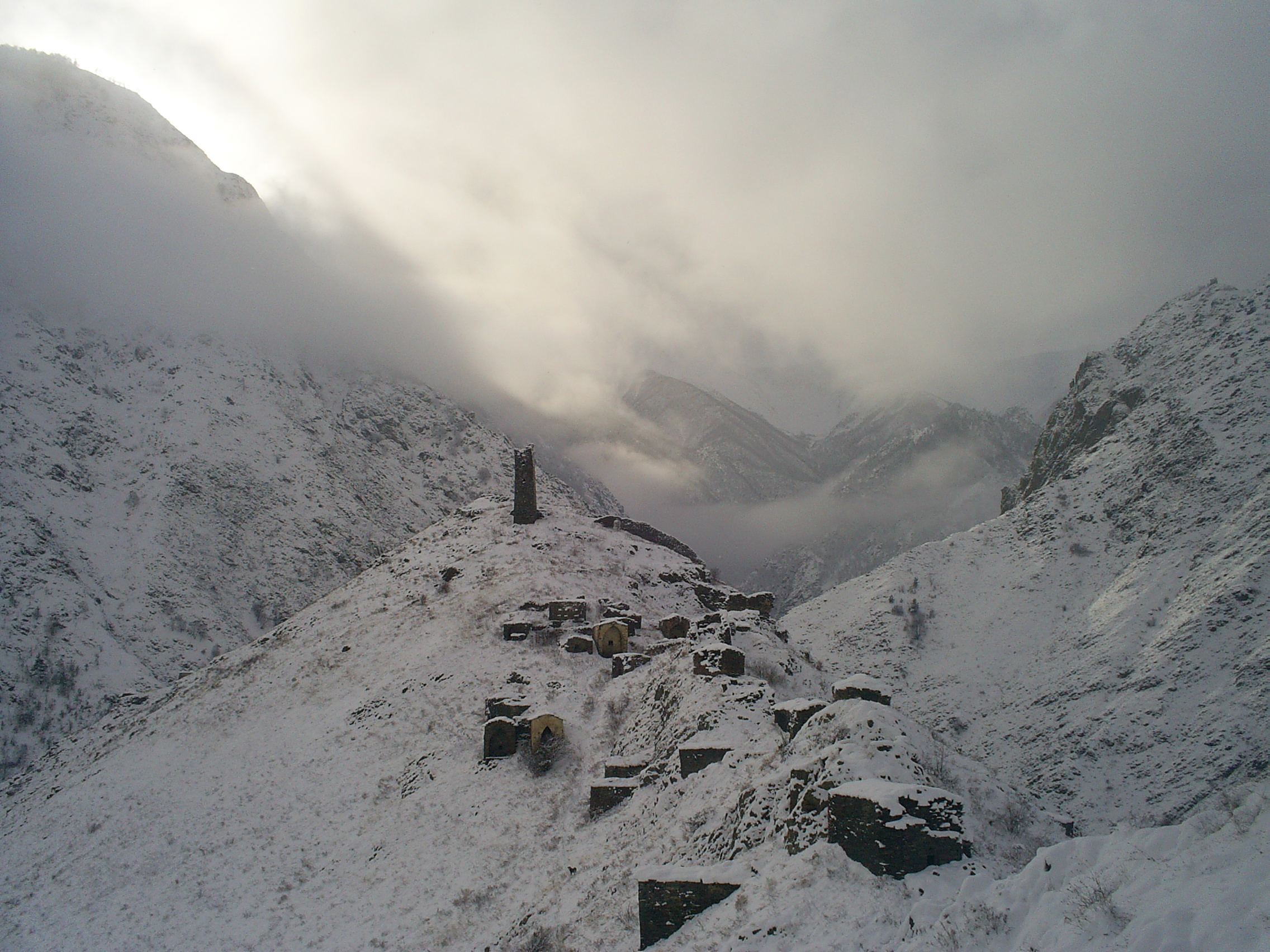
Вид в зимний период